# Arian Leka
Arian Leka (* 1966 in Durrës) ist ein albanischer Schriftsteller.
Nach Abschluss des Gymnasiums wurde Leka zunächst Musiker. Er ist klassisch ausgebildeter Flötist und er spielt auch heute gelegentlich bei öffentlichen Konzerten. Später studierte er albanische Sprach- und Literaturwissenschaft in Tirana und neue europäische Literatur in Florenz.
Arian Leka lebt und arbeitet in Tirana. Er hat bisher (2009) mehrere Lyrikbände, Erzählungen und einen Roman veröffentlicht. Ferner ist er als Übersetzer aus dem Italienischen tätig.
In seiner Heimatstadt Durrës begründete er das Lyrikfestival Poeteka, aus dem die gleichnamige Literaturzeitschrift hervorging, deren Chefredakteur und Herausgeber er ist.
Kurzgeschichten und Gedichte Lekas wurden außerhalb Albaniens in verschiedenen Anthologien veröffentlicht, u. a. auf Englisch, Deutsch und Italienisch sowie in serbo-kroatischer Sprache.
Im März 2009 las Leka auf der Leipziger Buchmesse aus seinen Werken.

## Werke
- Ky vend i qetë ku s'ndodh asgjë. (1994) Kurzgeschichten
- Veset e të vdekurve (1997) Roman
- Gjarpri i shtëpisë (2002) Novelle
- Anija e gjumit (2000) Gedichte
- Strabizëm (2004) Gedichte
- Libër deti. (2009) Gedichte, dt.: Ein Buch, ein Meer. Ottensheim 2012 ISBN 978-3-900986-78-0

## Publikationen auf Deutsch
- Quadrat im Schachfeld. Illyrer, Myrmidonen, Aromunen und Zigeuner – Balkanische Erinnerungen, in: Lettre International, LI98, Herbst 2012.
- Durrës, Geoemotionen. Von der Multikultur der Autarkie zur Monokultur der offenen Stadt, in: Lettre International, LI100, Frühjahr 2013.
- Ein Buch, ein Meer. Gedichte. Edition Tanhäuser, 2017.